# Књижевна награда „Аладин Лукач”
Књижевна награда „Аладин Лукач” додељује се за најбољу објављену књигу аутора који нису старији од 27 година. Језици на којима је писана поезија могу бити: српски, бошњачки, хрватски и црногорски. Награду су 2004. године установили Културни центар Нови Пазар и Установа културе Сјеница, у знак сећања на трагично преминулог младог песника Аладина Лукача.

## Аладин Лукач
Аладин Лукач рођен је 4. фебруара 1976. године у Бијелом Пољу. Основну и средњу школу завршио је у Новом Пазару, а затим студирао медицину у Приштини и Београду. После студија кратко је боравио на Интенационалном исламском универзитету у Куала Лумпуру. По повратку уписује Факултет криминалистичких наука у Сарајеву. Студије није успео да заврши. У селу Горјевцу, у близини Бихаћа, 31. јула 2003. године њега и његове другове Резака Филиповића и Амира Хаџиселимовића усмртио је канадски транспортер СФОР-а.
Аладин Лукач објавио је за живота само једну књигу поезије, Сузе чувају хроми људи (1994). Постхумно су објављене и друге збирке поезије: Гитаре морте, У дну камена, У сузи угравирана туга и Брамапутра. Године 2019. објављене су Сабране пјесме, а 2021. књига Какве је боје самоћа.

## Добитници
Досадашњи добитници награде „Аладин Лукач” су:
- 2006 — Марија Ракић-Шаранац из Крагујевца, за збирку поезије Антикварница на крају града[9]
- 2007 — Младен Шљивовић из Зајечара, за збирку поезије Петнаест разгледница за дванаест адреса[10]
- 2008 — Аднан Жетица из Мостара, за збирку поезије Људи пословице[11]
- 2009 — Надија Реброња из Новог Пазара, за збирку поезије Плес морима[12]
- 2011 — Жељко Јанковић из Панчева, за збирку поезије Карл Гинтер у двострукој експозицији[13]
- 2012 — Ајша Баховић из Новог Пазара, за збирку поезије Пустиња прошлих дана и ова зрна сад[14]
- 2013 — Мирко Јовановић из Старе Пазове, за збирку песама Каменолом[15]
- 2014 — Слађана Шимрак из Старе Пазове, за збирку поезије Нормале[16]
- 2015 — Јелена Блануша из Кикинде, за књигу поезије Псеудотон[17]
- 2016 — Енеса Махмић из Копра, за збирку поезије Фаустова кћи[18]
- 2017 — Ајтана Дрековић из Тутина, за збирку поезије Фосил сумње[19]
- 2019 — Ерсан Муховић из Новог Пазара, за збирку поезије Епистола[20]
- 2021 — Владана Перлић из Бањалуке,[21] за збирку поезије Куцање на врата куле[22]
- 2022 — Аида Цамовић из Новог Пазара, за збирку поезије Микропластика[23]
- 2024 — Харис Плојовић из Новог Пазара, за збирку поезије Теспих[24]